# 충청남도교육청안전수련원
충청남도교육청안전수련원(忠淸南道敎育廳安全修鍊院)은 지방교육자치에 관한 법률 제32조에 따라 학생들의 호연지기와 협동정신을 배양하고 체험위주의 안전교육을 위하여 충청남도교육청 산하에 설치된 소속기관이다.